# Duduchothèque
La Duduchothèque est un lieu d'exposition et de documentation dédié à l'œuvre du dessinateur Cabu, implanté à côté de la bibliothèque Georges-Pompidou à  Châlons-en-Champagne en France. Elle est abritée dans un bâtiment du XIXe siècle, situé dans la rue Léon Bourgeois. C’est un symbole car Léon Bourgeois (1851-1925) homme politique de la IIIe République, a été le premier président de la Société des Nations et a reçu le prix Nobel de la paix.
La Duduchothèque tire son nom du Grand Duduche, double lycéen de Cabu, quand il était jeune homme à Châlons-en-Champagne.
Le lieu est inauguré en décembre 2018,, en présence du ministre Franck Riester. Son épouse Véronique s'est particulièrement investie dans la création de la Duduchothèque.
Au XVe siècle, on retrouve cette bâtisse sous la mention « d'Hôtel de l'écu de France », et ce jusqu'au XVIIIe siècle. Elle est alors l'une des plus importantes hôtelleries de la ville. A la fin du XVIIIe siècle, la maison est vendue à Anne Catherine Legentil, qui obtient la permission de la reconstruire. A la fin du XIXe siècle, la maison est acquise par la Société anonyme des Établissements Mielle et Cie, qui y établit son siège social. La propriété est vendue à la Ville de Châlons-sur-Marne dans les années 70. En 1992, c’est le musée Schiller-Goethe qui y est installé. Depuis 2012, après plusieurs mois de travaux modifiant uniquement l’intérieur des lieux, la maison Nicolas Durand abrite l’Espace « Châlons, ville d’art et d’histoire » et son Centre d’Interprétation de l’Architecture et du Patrimoine (CIAP) qui parle de la ville et de son évolution au fil des siècles.

## Expositions
- En 2019, une fresque inédite de 93 personnages intitulée Le 14 juillet à Courzy-sur-L'Haricot est exposée à la Duduchothèque. Longue de 3,40 m, elle a été réalisée par Cabu à l'âge de 13 ans[6].